# ميخائيل هاني
ميخائيل هاني (بالإنجليزية: Michael Honey)‏ هو مؤرخ أمريكي، ولد في 1947.